# Kalínino (Penza)
|  | Per a altres significats, vegeu «Kalínino». |

Kalínino (Калинино en rus) - és un poble de l'óblast de Penza, a Rússia, que en el cens del 2010 tenia 97 habitants.